# Élections parlementaires italiennes de 1953
Les élections parlementaires italiennes de 1953 (en italien : Elezioni politiche italiane del 1953) ont eu lieu le 7 juin 1953.

## Partis et chefs de file
| Parti | Parti                                 | Idéologie                | Chef de file         |
| ----- | ------------------------------------- | ------------------------ | -------------------- |
|       | Démocratie chrétienne (DC)            | Démocratie chrétienne    | Alcide De Gasperi    |
|       | Parti communiste italien (PCI)        | Communisme               | Palmiro Togliatti    |
|       | Parti socialiste italien (PSI)        | Socialisme démocratique  | Pietro Nenni         |
|       | Parti national monarchiste (PNM)      | Conservatisme            | Alfredo Covelli      |
|       | Mouvement social italien (MSI)        | Néofascisme              | Augusto De Marsanich |
|       | Parti social-démocrate italien (PSDI) | Social-démocratie        | Giuseppe Saragat     |
|       | Parti libéral italien (PLI)           | Libéralisme conservateur | Bruno Villabruna     |
|       | Parti républicain italien (PRI)       | Social-libéralisme       | Oronzo Reale         |

## Résultats

### Chambre des députés
| Parti                                  | Parti                               | Voix       | %     | Sièges | +/-        |
| -------------------------------------- | ----------------------------------- | ---------- | ----- | ------ | ---------- |
|                                        | Démocratie chrétienne               | 10 862 073 | 40,10 | 263    | 42         |
|                                        | Parti communiste italien            | 6 120 809  | 22,60 | 143    | 13         |
|                                        | Parti socialiste italien            | 3 441 014  | 12,70 | 75     | 22         |
|                                        | Parti national monarchiste          | 1 854 850  | 6,85  | 40     | 26         |
|                                        | Mouvement social italien            | 1 582 154  | 5,84  | 29     | 23         |
|                                        | Parti social-démocrate italien      | 1 222 957  | 4,51  | 19     | 14         |
|                                        | Parti libéral italien               | 815 929    | 3,01  | 13     | 6          |
|                                        | Parti républicain italien           | 438 149    | 1,62  | 5      | 4          |
|                                        | Unité socialiste indépendant        | 225 409    | 0,83  | 0      |            |
|                                        | Unité populaire                     | 171 099    | 0,63  | 0      |            |
|                                        | Südtiroler Volkspartei              | 122 474    | 0,45  | 3      | stagnation |
|                                        | Alliance démocratique nationale     | 120 685    | 0,45  | 0      |            |
|                                        | Parti sarde d'action                | 27 231     | 0,10  | 0      | 1          |
|                                        | Autres                              | 82 886     | 0,31  | 0      |            |
| Votes invalides/blancs                 | Votes invalides/blancs              | 1 318 778  |       |        |            |
| Total                                  | Total                               | 28 406 479 | 100   | 590    | 16         |
| Électeurs enregistrés/participation    | Électeurs enregistrés/participation | 30 272 236 | 93,84 |        |            |
| Source : Ministère de l'Intérieur (it) |                                     |            |       |        |            |

### Sénat de la République
| Parti                                  | Parti                               | Voix       | %     | Sièges | +/-        |
| -------------------------------------- | ----------------------------------- | ---------- | ----- | ------ | ---------- |
|                                        | Démocratie chrétienne               | 9 660 210  | 39,76 | 112    | 19         |
|                                        | Parti communiste italien            | 4 910 077  | 20,21 | 52     | 6          |
|                                        | Parti socialiste italien            | 2 891 605  | 11,90 | 26     | 15         |
|                                        | Parti national monarchiste          | 1 581 128  | 6,51  | 14     | 10         |
|                                        | Mouvement social italien            | 1 473 645  | 6,07  | 9      | 8          |
|                                        | Parti social-démocrate italien      | 1 046 301  | 4,31  | 4      | 4          |
|                                        | Parti libéral italien               | 695 816    | 2,86  | 3      | 4          |
|                                        | Parti républicain italien           | 261 713    | 1,08  | 0      | 4          |
|                                        | Unité populaire                     | 172 545    | 0,71  | 0      |            |
|                                        | Alliance démocratique nationale     | 165 845    | 0,68  | 1      |            |
|                                        | Südtiroler Volkspartei              | 107 139    | 0,44  | 2      | stagnation |
|                                        | Autres                              | 1 330 253  | 5,48  | 9      |            |
| Votes invalides/blancs                 | Votes invalides/blancs              | 1 186 924  |       |        |            |
| Total                                  | Total                               | 25 483 201 | 100   | 237    | stagnation |
| Électeurs enregistrés/participation    | Électeurs enregistrés/participation | 27 172 871 | 93,78 |        |            |
| Source : Ministère de l'Intérieur (it) |                                     |            |       |        |            |

## Analyse
Après la réforme électorale visant les élections municipales, le gouvernement porte devant la Chambre le 21 octobre 1952 une nouvelle loi modifiant les élections législatives du 7 juin 1953, comparable à la loi Acerbo, en incluant une prime majoritaire de 380 sièges, soit 65 %, à la liste ou aux listes apparentées obtenant plus de 50 % des voix. Le débat de cette loi, destinée à obtenir des majorités incontestables, provoque des contestations au sein de la majorité et la démission du président du Sénat libéral-modéré Giuseppe Paratore. Son successeur Ruini passe en force la loi de force par le vote de confiance, le 29 mars. S'ensuit une série de scissions au sein des partis laïques de la majorité et la constitution de listes dissidentes, comme Unité populaire, qui parviennent à priver de peu la coalition (49,85 %) d'obtenir la prime majoritaire.
Se présentant séparément, le PCI obtient 22,6 %, le PSI 12,7 % des suffrages nationaux. L'extrême droite se renforce avec près de 7 % aux monarchistes du PNM et 6 % au MSI. Le Latium et le Mezzogiorno vote le plus sévèrement contre la coalition gouvernementale au profit de la gauche et de l'extrême droite.
Affaibli par le contexte international (mort de Staline, fin de la guerre de Corée) émoussant l'anticommunisme, et par les divisions sur la loi électorale surnommée « loi escroquerie » (legge truffa), la Démocratie ne peut maintenir Alcide De Gasperi à la tête du gouvernement, mais conserve la tête du pays.